# Eisenbahn-Romantik
Eisenbahn-Romantik is een Duits televisieprogramma van de Südwestrundfunk over uiteenlopende spoorweggerelateerde onderwerpen. Aan bod komen onder andere museumspoorwegen, modelspoorgerelateerde onderwerpen, stoomtreinritten (deels zelf georganiseerd) en diverse verhalen over spoorlijnen (opheffing, heropening, e.d.).

## Geschiedenis
Het programma begon op 7 april 1991 op de Duitse zender Südwest 3 als zendtijdopvulling tussen andere programma's. Het publiek was dusdanig enthousiast dat de zendtijd langzamerhand werd uitgebreid tot ergens tussen een halfuur en drie kwartier.
Sinds 1994 heeft het programma en vaste plaats in het zendschema van de SWR, op werkdagen vanaf 14.15 uur twee afleveringen van elk een  halfuur. Soms ook als extra een 45´-uitzending.
Sinds december 2006 wordt er in het 16:9-formaat uitgezonden.

## Andere zenders
Eisenbahn-Romantik wordt ook op andere Duitse publieke zenders uitgezonden. De zender 3sat zendt onregelmatig meerdere afleveringen per week uit. De zender ARTE laat onder de titel „Mit dem Zug durch...“ aangepaste versies van het programma zien; deze duren 45 minuten.
De gemiddelde kijkcijfers liggen rond de miljoen.
Eisenbahn-Romantik geeft een eigen kwartaalblad en boeken uit; er is ook een Eisenbahn-Romantik Club met een eigen kwartaalblad (Züge) en dvd's.

## Afleveringen

### Themavoorbeelden
- Sauschwänzlebahn
- Wiehltalbahn
- Stuttgart 21
- Glacier Express
- Miniatur Wunderland

### Afleveringen over Nederland
- Aflevering 533: "Die Stoomtram an der Zuidersee" (over de Museumstoomtram Hoorn-Medemblik).
- Aflevering 581: Dampfspektakel Apeldoorn-Beekbergen 30 jaar Gastlok 01 1075 SSN[2]
- Aflevering 615: ZLSM Zuid Limburgse Stoomtrein Maatschappij Juli 2006[3]
- Aflevering 689: Die Bahn auf dem Damm - Das RTM Museum in Südholland[4]
- Aflevering 715: Eine Zeitreise: Mit 15 Loks durchs Land der Windmühlen[5]
- Aflevering 940: Dampf am IJsselmeer "Das Stoomtram-Museum Hoorn Medemblik" (ook als 45´-versie als 940 XL)

## Sonderfahrten
De redactie van het programma organiseert (of laat dat doen) af en toe bijzondere treinritten (Duits: Sonderfahrten). Het beeldmateriaal dat tijdens deze ritten ontstaat, wordt gebruikt om een aflevering (soms meerdere) mee te maken. Men heeft in het eigen zendgebied vele stoomtreinritten gemaakt. Verder is met een keer tot boven de poolcirkel geweest en heeft men ritten gemaakt door de Alpen.